# Valene Kane
Pour les articles homonymes, voir Kane.

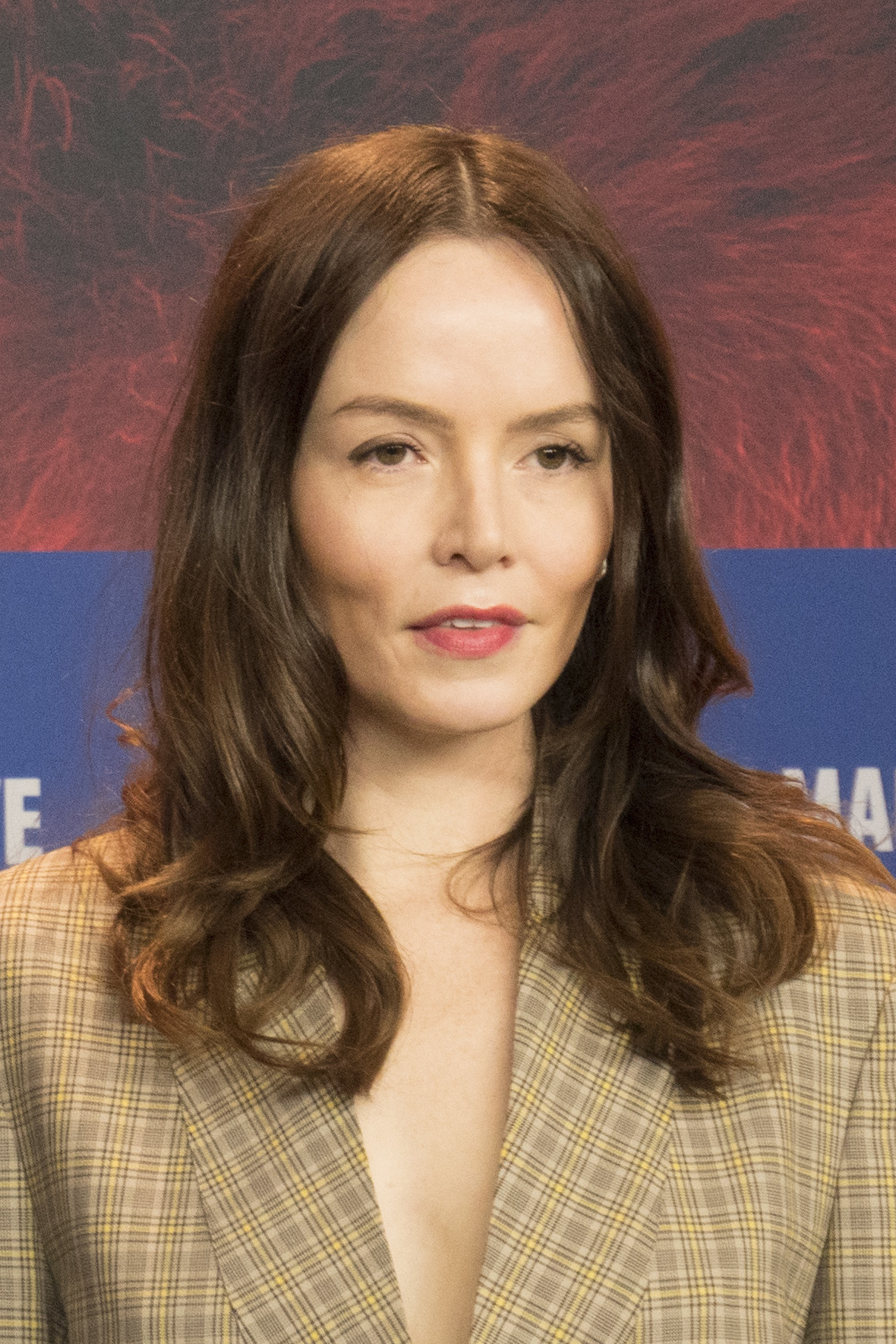
Valene Kane en 2018.

Valene Kane est une actrice britannique née le 30 janvier 1987 à Newry en Irlande du Nord.

## Filmographie

### Cinéma
- 2009 : The Fading Light : Yvonne
- 2011 : Wargames : Monica
- 2012 : Jump : Dara
- 2014 : '71 : Orla
- 2014 : Panic : Kirsten
- 2015 : The Hoarder : Willow
- 2015 : Docteur Frankenstein : Mme Winthrop
- 2016 : Rogue One: A Star Wars Story : Lyra Erso
- 2017 : Ex-Patriot : Riley Connors
- 2018 : Profile : Amy
- 2018 : Sonja: The White Swan : Connie
- 2019 : First Person: A Film About Love : Annabelle
- 2019 : Love Thy Synth : Nikki
- 2020 : Un endroit comme un autre (Nowhere Special) d'Uberto Pasolini : Celia

### Télévision
- 2013 : Casualty : Holly Baddesley (1 épisode)
- 2013-2016 : The Fall : Rose Stagg (11 épisodes)
- 2016 : Murder : Brennan (1 épisode)
- 2016 : Thirteen : Lisa Merchant (5 épisodes)
- 2017-2019 : The Other Guy : Olivia Collins (10 épisodes)
- 2018 : Reine du Sud : Aideen (1 épisode)
- 2018 : Women on the Verge : Siobhan (2 épisodes)
- 2018 : Death and Nightingales : Catherine Winters (3 épisodes)
- 2020 : Gangs of London : Jacqueline Robinson (5 épisodes)
- 2020 : Hanna : Nicola Gough (1 épisode)